# BB 80000
Ne doit pas être confondu avec CC 80000.
,,,
Les BB 80000 sont une ancienne série de douze locomotives électriques de remonte de la SNCF
Réalisées entre 1995 et 1997 par modification de BB 8100 et circulant aux abords de la gare de Paris-Austerlitz, elles sont radiées entre 2002 et 2010. Une unité est préservée sous la rotonde de la Gare de Mohon.

## Origine de la série
Dans les années 1980, l'utilisation des BB 8100 en tête de trains de marchandises se réduit, laissant beaucoup de ces locomotives disponibles. Comme nombre de BB Midi ou de BB 300, les BB 8100 compactes, robustes et d'un entretien facile, se prêtent bien aux services de manœuvres dans les gares. La SNCF décide donc, au début des années 1990, de transformer 27 unités de la série pour cet usage. Les nouvelles locomotives sont numérotées dans la série BB 80000.

## Description
Ces engins sont issus de la transformation de BB 8100 pour le service de la manœuvre aux ateliers de Béziers. Cette transformation se fait en utilisant des BB 8100 en bon état (caisses, bogies) puis en les modernisant.
Les modifications apportées par rapport aux BB 8100 sont nombreuses.
Certaines d'entre elles concernent les cabines de conduite, comme le montage d'un pupitre unifié de commande intégrant le contrôle de vitesse par balises (KVB), l'installation de la radio-manœuvres et la radio sol-train, la pose d'un nouveau siège de conducteur, le remplacement de l'indicateur de vitesse et le report des échappements d'air du robinet de freinage sous caisse.
D'autres ont trait au mode de fonctionnement de la machine, comme le renforcement du rhéostat pour la marche à basse vitesse, la modification de la vitesse des ventilateurs de refroidissement des moteurs de traction, l'installation d'un équipement anti-enrayeur, la suppression de l'équipement pour la marche en unité multiple, la limitation de la vitesse à 80 km/h.
La livrée est refaite à base de gris béton 804 avec une ceinture de caisse et une large moustache orange TGV 435. Les logos SNCF « à casquette » sont apposés sur les faces latérales.

## Carrière et service assuré

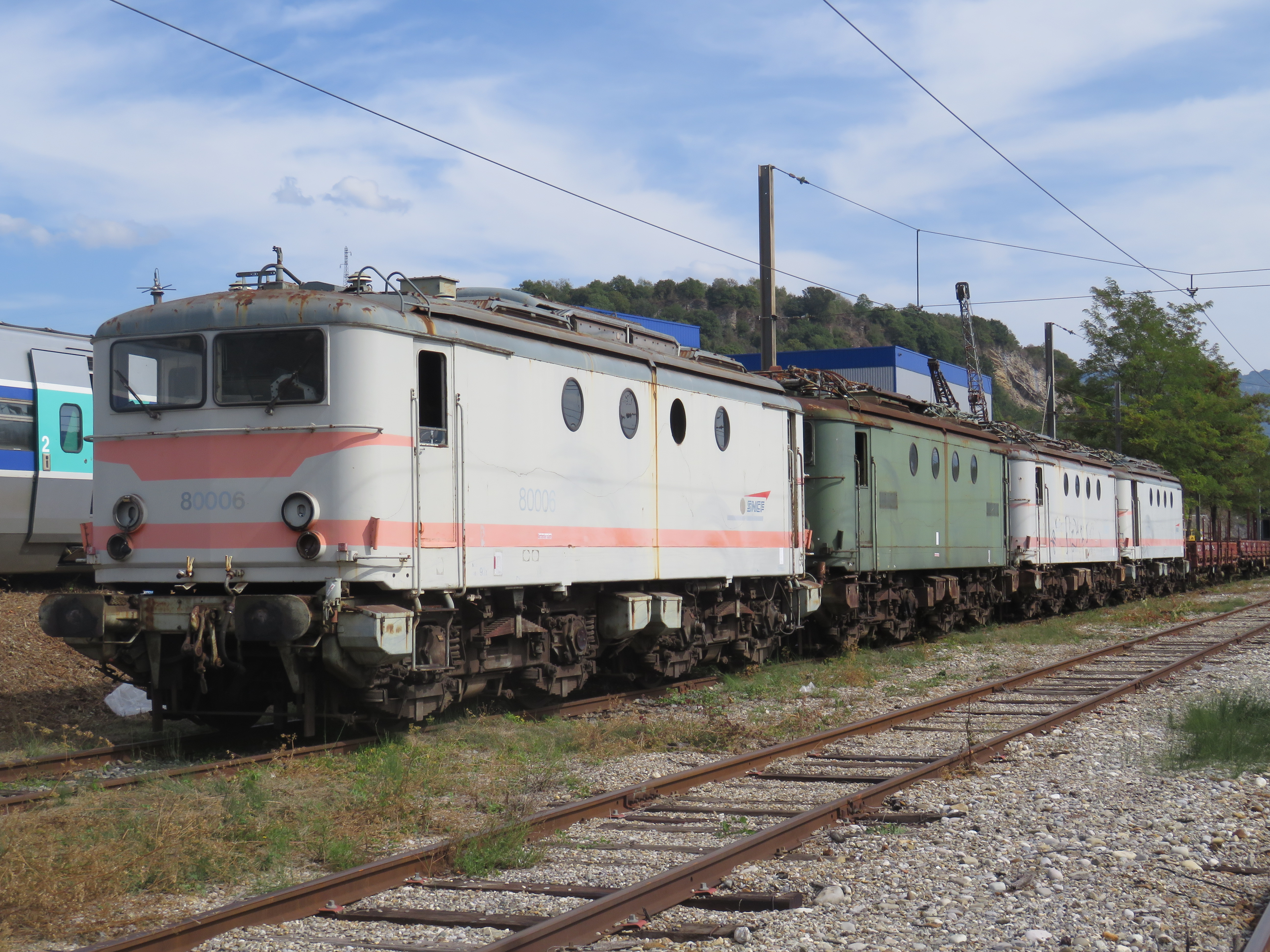
BB 80006 et autres BB 8100/80000 en attente de démolition à Culoz.

Plutôt que de les affecter au service des manœuvres dans les gares de triage, la SNCF choisit d'affecter les BB 80000 à la remonte des rames voyageurs. Les BB 80000 sont ainsi utilisées sur les chantiers de Paris-Austerlitz, dont celui de Masséna, et assurent la liaison entre ces chantiers et la gare.
Les douze premières locomotives transformées sont affectées à l'activité « Grandes Lignes » au dépôt de Paris Sud-Ouest (PSO) avant d'être mutées à celui de Villeneuve-Saint-Georges à la fermeture de PSO fin 2004.
Les quinze autres locomotives, initialement prévues pour circuler entre le chantier de Trappes et Paris-Montparnasse ainsi qu'entre Villeneuve-Prairie et Paris-Gare-de-Lyon ne sont en définitive pas réalisées. La SNCF préfère utiliser des BB 88500, issues de la transformation de BB 8500, opération moins lourde que la modification des BB 8100. La série des BB 80000 s'arrête donc après le douzième exemplaire.
Après résolution de problèmes de jeunesse, les BB 80000 donnent satisfaction dans leurs nouvelles attributions. Leurs parcours mensuels tournent autour de 1 500 km. Deux unités sont radiées prématurément en 2002 en raison d'avaries graves dont la réparation s'avère trop coûteuse. Les autres locomotives de la série sont réformées entre 2006 et 2010, remplacées par des BB 88500.
| Engin    | Modification     | N° d'origine             | Radiation         | Dépôts                   |
| -------- | ---------------- | ------------------------ | ----------------- | ------------------------ |
| BB 80001 | 4 juillet 1995   | BB 8241 (bogies BB 8189) | 20 novembre 2006  | Villeneuve-Saint-Georges |
| BB 80002 | 13 octobre 1995  | BB 8161                  | 30 novembre 2006  | Villeneuve-Saint-Georges |
| BB 80003 | 16 novembre 1995 | BB 8126                  | 22 mars 2006      | Villeneuve-Saint-Georges |
| BB 80004 | 24 janvier 1996  | BB 8247 (bogies BB 8175) | 1er décembre 2008 | Villeneuve-Saint-Georges |
| BB 80005 | 14 février 1996  | BB 8139                  | 19 janvier 2009   | Villeneuve-Saint-Georges |
| BB 80006 | 8 mars 1996      | BB 8166                  | 26 décembre 2002  | Paris Sud-Ouest          |
| BB 80007 | 5 avril 1996     | BB 8121                  | 1er juillet 2009  | Villeneuve-Saint-Georges |
| BB 80008 | 22 mai 1996      | BB 8220                  | 26 décembre 2002  | Paris Sud-Ouest          |
| BB 80009 | 3 juillet 1996   | BB 8162                  | 19 mars 2007      | Villeneuve-Saint-Georges |
| BB 80010 | 29 août 1996     | BB 8188                  | 1er juin 2010     | Villeneuve-Saint-Georges |
| BB 80011 | 29 novembre 1996 | BB 8185                  | 31 janvier 2008   | Villeneuve-Saint-Georges |
| BB 80012 | 15 janvier 1997  | BB 8193                  | 1er juillet 2009  | Villeneuve-Saint-Georges |

## Préservation
La BB 80010, ex-BB 8188, dernière de la série à circuler le 30 mai 2010 et précédemment garée dans la réserve de la Cité du train - Patrimoine SNCF de Mohon, a été confiée sous convention par la SNCF à L’Association de Préservation du Patrimoine Ferroviaire Français (APPF) en 2024.